# پروالاتس
پروالاتس (به صربی: Prevalac) یک منطقهٔ مسکونی در صربستان است که در ناحیه پچینیا واقع شده‌است. پروالاتس ۱۵۳ نفر جمعیت دارد.